# 1979年ウィンブルドン選手権
1979年 ウィンブルドン選手権（1979ねんウィンブルドンせんしゅけん、The Championships, Wimbledon 1979）は、イギリス・ロンドン郊外にある「オールイングランド・ローンテニス・アンド・クローケー・クラブ」にて、1979年6月25日から7月9日にかけて開催された。

## 大会の流れ
- 男子シングルスは「128名」の選手による通常の7回戦制で行われた。
- 女子シングルスは「96名」の選手による7回戦制で行われ、32名の選手は「1回戦不戦勝」（抽選表では“Bye”と表示）があった。シード選手でも、1回戦から出場した人と、2回戦から登場した人がいる。2回戦から登場した選手が初戦敗退の場合は「2回戦＝初戦」と表記する。

## シード選手

### 男子シングルス
1. ビョルン・ボルグ　（優勝、大会4連覇）
2. ジョン・マッケンロー　（4回戦）
3. ジミー・コナーズ　（ベスト4）
4. ビタス・ゲルレイティス　（1回戦）
5. ロスコー・タナー　（準優勝）
6. ギレルモ・ビラス　（2回戦）
7. アーサー・アッシュ　（1回戦）
8. ビクトル・ペッチ　（3回戦）
9. ブライアン・ゴットフリート　（3回戦）
10. ヴォイチェフ・フィバク　（1回戦）
11. ジョン・アレクサンダー　（3回戦）
12. ホセ・ヒゲラス　（2回戦）
13. マニュエル・オランテス　（2回戦）
14. ホセ・ルイス・クラーク　（4回戦）
15. ティム・ガリクソン　（ベスト8）
16. コラド・バラツッティ　（1回戦）

### 女子シングルス
1. マルチナ・ナブラチロワ　（優勝、大会2連覇）
2. クリス・エバート・ロイド　（準優勝）
3. イボンヌ・グーラゴング・コーリー　（ベスト4）
4. トレーシー・オースチン　（ベスト4）
5. バージニア・ウェード　（ベスト8）
6. ダイアン・フロムホルツ　（ベスト8）
7. ビリー・ジーン・キング　（ベスト8）
8. ウェンディ・ターンブル　（ベスト8）
9. ケリー・レイド　（4回戦）
10. バージニア・ルジッチ　（4回戦）
11. グリア・スティーブンス　（4回戦）
12. スー・バーカー　（1回戦）
13. レジナ・マルシコワ　（3回戦）
14. キャシー・ジョーダン　（4回戦）
15. ベティ・ストーブ　（4回戦）
16. パム・シュライバー　（2回戦、不戦敗）

## 大会経過

### 男子シングルス
準々決勝
- ビョルン・ボルグ vs.  トム・オッカー　6-2, 6-1, 6-3
- ジミー・コナーズ vs.  ビル・スカンロン　6-3, 4-6, 7-6, 6-4
- パット・デュプレ vs.  アドリアーノ・パナッタ　3-6, 6-4, 6-7, 6-4, 6-3
- ロスコー・タナー vs.  ティム・ガリクソン　6-1, 6-4, 6-7, 6-2

準決勝
- ビョルン・ボルグ vs.  ジミー・コナーズ　6-2, 6-3, 6-2
- ロスコー・タナー vs.  パット・デュプレ　6-3, 7-6, 6-3

### 女子シングルス
準々決勝
- マルチナ・ナブラチロワ vs.  ダイアン・フロムホルツ　2-6, 6-3, 6-0
- トレーシー・オースチン vs.  ビリー・ジーン・キング　6-4, 6-7, 6-2
- イボンヌ・グーラゴング・コーリー vs.  バージニア・ウェード　6-4, 6-0
- クリス・エバート・ロイド vs.  ウェンディ・ターンブル　6-3, 6-4

準決勝
- マルチナ・ナブラチロワ vs.  トレーシー・オースチン　7-5, 6-1
- クリス・エバート・ロイド vs.  イボンヌ・グーラゴング・コーリー　6-3, 6-2

## 決勝戦の結果
男子シングルス
- ビョルン・ボルグ vs.  ロスコー・タナー　6-7, 6-1, 3-6, 6-3, 6-4

女子シングルス
- マルチナ・ナブラチロワ vs.  クリス・エバート・ロイド　6-4, 6-4

男子ダブルス
- ジョン・マッケンロー＆ ピーター・フレミング vs.  ブライアン・ゴットフリート＆ ラウル・ラミレス　4-6, 6-4, 6-2, 6-2

女子ダブルス
- ビリー・ジーン・キング＆ マルチナ・ナブラチロワ vs.  ベティ・ストーブ＆ ウェンディ・ターンブル　5-7, 6-3, 6-2

混合ダブルス
- ボブ・ヒューイット＆ グリア・スティーブンス vs.  フルー・マクミラン＆ ベティ・ストーブ　7-5, 7-6

## みどころ
- 女子ダブルス決勝戦の前日、7月8日にウィンブルドン最多優勝記録保持者のエリザベス・ライアンが87歳で死去した。ライアンは1920年代から1930年代前半にかけて、ウィンブルドンで女子ダブルス12勝＋混合ダブルス7勝＝総計「19勝」を獲得した選手であり、この日も大会会場で女子シングルス決勝を観戦していたが、8日の夜に心臓発作で急逝した。7月9日の女子ダブルス決勝を制したビリー・ジーン・キング夫人は、ライアンの最多優勝記録を45年ぶりに更新し、総計「20勝」を獲得した。（キング夫人の優勝記録：女子シングルス6勝＋女子ダブルス10勝＋混合ダブルス4勝＝総計20勝）
- 男子シングルス優勝者のビョルン・ボルグは大会4連覇を達成。マルチナ・ナブラチロワは女子シングルス2連覇と単複2冠を達成したが、当時はまだチェコスロバキア国籍であった。